# Piper morilloi
Piper morilloi är en pepparväxtart som beskrevs av J.A. Steyermark. Piper morilloi ingår i släktet Piper och familjen pepparväxter. Inga underarter finns listade i Catalogue of Life.